# Numenes flagrans
Numenes flagrans är en fjärilsart som beskrevs av Willie Horace Thomas Tams 1928. Numenes flagrans ingår i släktet Numenes och familjen tofsspinnare. Inga underarter finns listade i Catalogue of Life.